# 群像の星 〜GREAT STARS〜
『群像の星 〜GREAT STARS〜』（ぐんぞうのほし 〜グレイト・スターズ〜）は、日本のシンガーソングライターである玉置浩二のカバー・アルバム。
2014年12月3日にSPACE SHOWER MUSICのSALTMODERATEレーベルからリリースされた。カバー・アルバムとしては『Offer Music Box』（2012年）以来約2年振りのリリースとなった。
本作は昭和時代に活躍しすでに他界していた歌手の楽曲を玉置がカバーした内容となっている。本作は通常盤、生産限定盤、ファンクラブ会員限定setの3形態でリリースされ、通常盤は12曲収録のCD、生産限定盤はCDとライブDVD『Live at Blue Note TOKYO』の2枚組、ファンクラブ会員限定setは前述のCD、DVDに加えてSpecialCD（弾き語りver.）が付属された3枚組となっていた。

## 収録曲

### Disc.1 CD（各盤共通）
| #         | タイトル                        | 作詞                               | 作曲                 | オリジナルアーティスト | 時間  |
| --------- | ------------------------------- | ---------------------------------- | -------------------- | ---------------------- | ----- |
| 1.        | 「みんな夢の中」                | 浜口庫之助                         | 浜口庫之助           | 高田恭子               | 3:14  |
| 2.        | 「愛の讃歌」                    | エディット・ピアフ／訳詞: 岩谷時子 | マルグリット・モノー | 越路吹雪               | 3:17  |
| 3.        | 「圭子の夢は夜ひらく」          | 石坂まさを                         | 曽根幸明             | 藤圭子                 | 3:28  |
| 4.        | 「やっぱ好きやねん」            | 鹿紋太郎                           | 鹿紋太郎             | やしきたかじん         | 5:03  |
| 5.        | 「I LOVE YOU」                  | 尾崎豊                             | 尾崎豊               | 尾崎豊                 | 3:59  |
| 6.        | 「月のあかり」                  | 下田逸郎                           | 桑名正博             | 桑名正博               | 4:15  |
| 7.        | 「初恋」                        | 村下孝蔵                           | 村下孝蔵             | 村下孝蔵               | 3:47  |
| 8.        | 「時代おくれ」                  | 阿久悠                             | 森田公一             | 河島英五               | 3:46  |
| 9.        | 「あの素晴しい愛をもう一度」    | 北山修                             | 加藤和彦             | 北山修、加藤和彦       | 3:37  |
| 10.       | 「上を向いて歩こう」            | 永六輔                             | 中村八大             | 坂本九                 | 3:12  |
| 11.       | 「男はつらいよ」                | 星野哲郎                           | 山本直純             | 渥美清                 | 3:38  |
| 12.       | 「みんな夢の中 〜リプライズ〜」 | 浜口庫之助                         | 浜口庫之助           | 浜口庫之助             | 1:03  |
| 合計時間: | 合計時間:                       | 合計時間:                          | 合計時間:            | 合計時間:              | 42:19 |

### Disc.2 DVD 【生産限定盤、ファンクラブ会員限定set】
Live at Blue Note TOKYO
1. 「みんな夢の中」
2. 「愛の讃歌」
3. 「圭子の夢は夜ひらく」
4. 「I LOVE YOU」
5. 「ワインレッドの心」
6. 「マイ・ウェイ」
7. 「それ以外に何がある」
8. 「上を向いて歩こう」
9. 「あの素晴しい愛をもう一度」
10. 「やっぱ好きやねん」
11. 「月のあかり」
12. 「時代おくれ」
13. 「男はつらいよ」

### Disc.3 CD 【ファンクラブ会員限定set】
1. 「みんな夢の中」
2. 「愛の讃歌」
3. 「圭子の夢は夜ひらく」
4. 「やっぱ好きやねん」
5. 「I LOVE YOU」
6. 「月のあかり」
7. 「初恋」
8. 「時代おくれ」
9. 「あの素晴しい愛をもう一度」
10. 「上を向いて歩こう」
11. 「男はつらいよ」

## スタッフ・クレジット

### 参加ミュージシャン
- トオミヨウ – キーボード
- 松田真人 – ピアノ
- 矢萩渉 – ギター、キーボード
- 中北裕子 – パーカッション
- 佐野聡 – ホーン
- 佐野由紀子 – オーボエ
- 伊藤彩 – 1STヴァイオリン
- 柳原有弥 – 2NDヴァイオリン
- 生野正樹 – ヴィオラ
- 古川淑恵 – チェロ
- 吉田宇宙 – ヴァイオリン
- 新田雄一 – キーボード
- 玉置工子 – ボーカル
- 玉置浩二 – ギター、パーカッション、ドラムス

### 録音スタッフ
- 高松明治 – ミキシング・エンジニア
- 阿部充泰 – マスタリング・エンジニア
- 須藤晃 – A&R
- 新田雄一 – A&R
- くどうかえ – A&R

### 制作スタッフ
- カトウリョウ – アートワーク
- カリントファクトリー – マネージメント
- グレートデン – マネージメント
- 玉置工子 – エグゼクティブ・プロデューサー

## チャート
| チャート         | 最高順位 | 登場週数 | 売上数 | 出典  |
| ---------------- | -------- | -------- | ------ | ----- |
| 日本（オリコン） | 31位     | 8回      | -      | [ 2 ] |

## リリース日一覧
| No. | リリース日     | レーベル                              | 規格     | カタログ番号 | 備考                   | 出典        |
| --- | -------------- | ------------------------------------- | -------- | ------------ | ---------------------- | ----------- |
| 1   | 2014年11月19日 | SALTMODERATE                          | AAC-LC   | -            | デジタル・ダウンロード | [ 1 ]       |
| 2   | 2014年12月3日  | SALTMODERATE                          | CD + DVD | XQMU-91001   | 初回限定盤             | [ 4 ] [ 5 ] |
| 3   | 2014年12月3日  | SALTMODERATE                          | CD       | XQMU-1001    | 通常盤                 | [ 6 ] [ 7 ] |
| 4   | 2020年7月15日  | Stereo Sound Analog Record Collection | LP       | SSAR-047     | 完全生産限定盤         | [ 8 ]       |